# Hantumerhoek

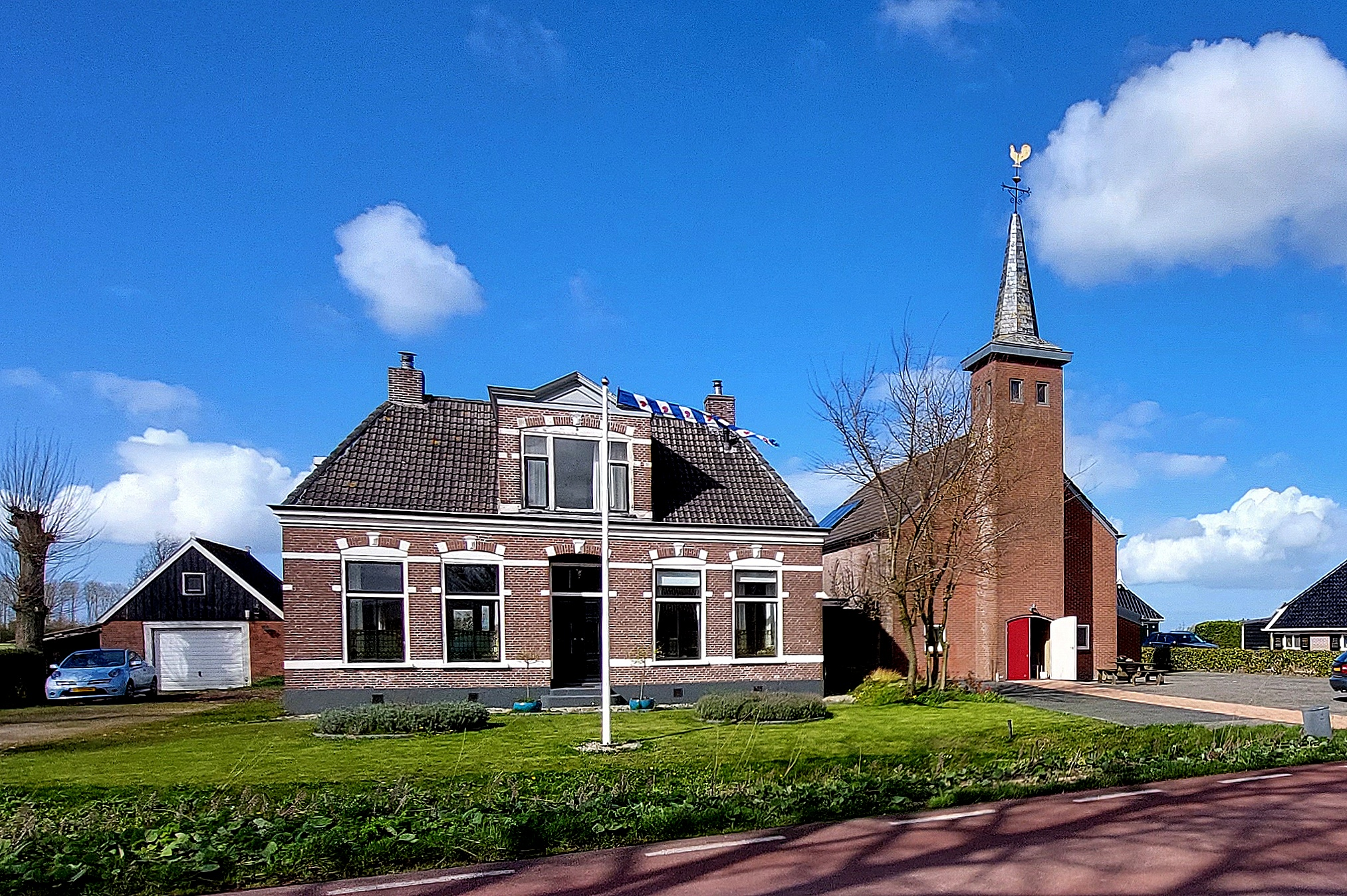
De voormalige pastorie en Gereformeerde Kerk in 2023

Hantumerhoek (Fries: Hantumerhoeke) is een buurtschap in de gemeente Noardeast-Fryslân, in de Nederlandse provincie Friesland. Hantumerhoek ligt noorden van Dokkum, net ten westen van Hantum. De buurtschap ligt aan de Dokkumerwei, de Fennewei en de Bangawei. Hantumerhoek is deel van de 4H-dorpen: Hantum, Hantumhuizen, Hantumeruitburen en Hiaure.

## Geschiedenis
Hantumerhoek was oorspronkelijk een gebiedsduiding voor de plek waar twee scholen en een kerk stonden. Gezien de kerk zou Hantumerhoek een dorp kunnen worden genoemd, hoewel het altijd een buurtschap is gebleven.
Tot 1984 lag Hantumerhoek in de gemeente Westdongeradeel, daarna in Dongeradeel en vanaf 2018 in Noardeast-Fryslân.

## Kerk en aangrenzende gebouwen
In de buurtschap staat aan de Fennewei een voormalige kerk, de Gereformeerde Kerk. De kerk werd in 1890 gebouwd als de Gereformeerde Kerk van Hantum, ondanks de ligging in Hantumhuizen. De laatste dienst was in 2007, waarna de kerk verkocht is. De kerk werd daarna omgebouwd tot een woning. Ten westen van de kerk staat de voormalige pastorie. Ten oosten staan achtereenvolgens de vroegere kosterij, de schoolmeesterswoning en de gereformeerde school.

## Sport
De buurtschap heeft geen sportverenigingen, maar in Hantum liggen de kaatsvereniging De Kletsers en korfbalvereniging DTL.

## Cultuur
Voor cultuurvoorzieningen en een dorpshuis zijn de inwoners van Hantumerhoek aangewezen op het dorp Hantum.

## Onderwijs
In de buurtschap staat de school van de 4H-dorpen. De basisschool de Fjouwerhoeke staat aan de kant van Hantumhuizen. Oorspronkelijk was er nog een tweede school, de ene school was een openbare school en de andere een christelijke. Uiteindelijk zijn de twee gefuseerd.

## Treinstation
In wat later de buurtschap Hantumerhoek is geworden stond vanaf 1901 op de grens van Hantum en Hantumhuizen een treinstation met de naam station Hantum. In 1940 stopte het reizigersvervoer en in 1960 werd het stationsgebouw afgebroken.
Steden, dorpen en gehuchten: Aalsum · Anjum · Augsbuurt · Birdaard · Blija · Bornwird · Brantgum · Burum · Dokkum · Ee · Engwierum · Ferwerd · Foudgum · Genum · Hallum · Hantum · Hantumeruitburen · Hantumhuizen · Hiaure · Hogebeintum · Holwerd · Janum · Jislum · Jouswier · Kollum · Kollumerpomp · Kollumerzwaag · Lichtaard · Lioessens · Marrum · Metslawier · Munnekezijl · Moddergat · Morra · Nes · Niawier · Oosternijkerk · Oostmahorn · Oostrum · Oudwoude · Paesens · Raard · Reitsum · Ternaard · Triemen · Veenklooster · Waaxens · Wanswerd · Warfstermolen · Westergeest · Wetsens · Wierum · Zwagerbosch

Buurtschappen: Abbewier · Bartlehiem (deels) · Beintemahuis · Betterwird · Bollingawier · Bonte Hond · Bornwirdhuizen · Boteburen · Brandeburen · De Dellen · De Keegen · De Kolk · De Leegte · De Rijp · De Wirden · De Schans · Dijkshorne · Dokkumer Nieuwe Zijlen · Drieboerehuizen · Ezumazijl · Groot Medhuizen · Halfweg · Hallumerhoek · Hanenburg · Hantumerhoek · Huis ter Noord · Kettingwier · Klein Medhuizen · Kletterbuurt · Kollumeroudzijl · Krabburen · Laagland · Lutkewier · Molenbuurt · Nieuwland · Oudeterp · Oudwouderzijlen · Reidswal · Scharnehuizen · Stiem · Teerd · Teijeburen · Tergracht (deels) · Ter Lune · Tibma · Tilburen · Tiltjeburen · Vaardeburen · Veldburen · Vijfhuizen (Hallum) · Vijfhuizen (Ternaard) · Visbuurt · Weerdeburen · Westerburen · Westernijkerk · Wie · Wijgeest · Zevenhuizen

Streken: 't Schoor · Galilea · It Paradyske · Lutkelaard · Sibrandahuis · Steenharst · Steenvak · Wildpad (deels) · Zandbulten · Zwagerveen

Friesland: Steden en dorpen      Nederland: Provincies · Gemeenten